# Крассула лопатчатая
Крассула лопатчатая (лат. Crassula spathulata) — вид суккулентных растений рода Толстянка (Crassula) семейства Толстянковые (Crassulaceae).

## Ботаническое описание

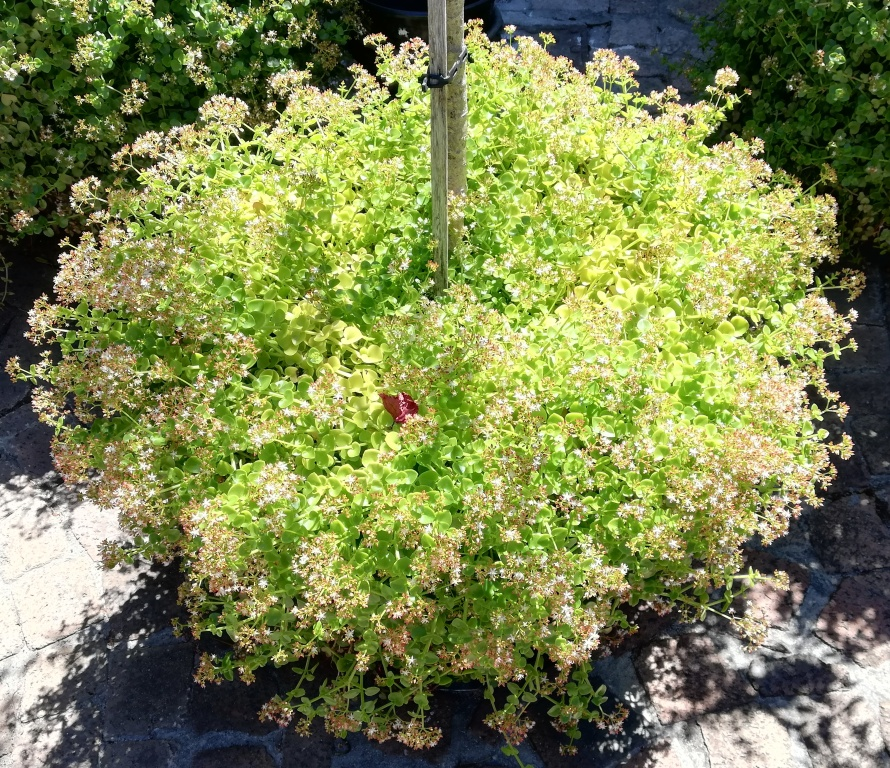
Габитус

Суккулентное многолетнее растение с ползучими побегами, обладающими ярко выраженной четырехгранной формой, которые плотно усыпаны небольшими округлыми листьями. Толстые сочные листовые пластины имеют лопатообразную форму, с мелкими зазубринами по краям. Листья располагаются на стебле на небольших черешках, создавая довольно свободную компоновку. Еще одной характерной чертой этого вида являются воздушные корни, которые активно развиваются на побегах и быстро проникают в почву. Мелкие белые цветки с едва заметными розовыми полосками по центру лепестков собраны в зонтики.

## Распространение
Родина данного вида – Капская провинция Южно-Африканской Республики. Вид был интродуцирован на Азорские острова и в северную часть Новой Зеландии.

## Таксономия

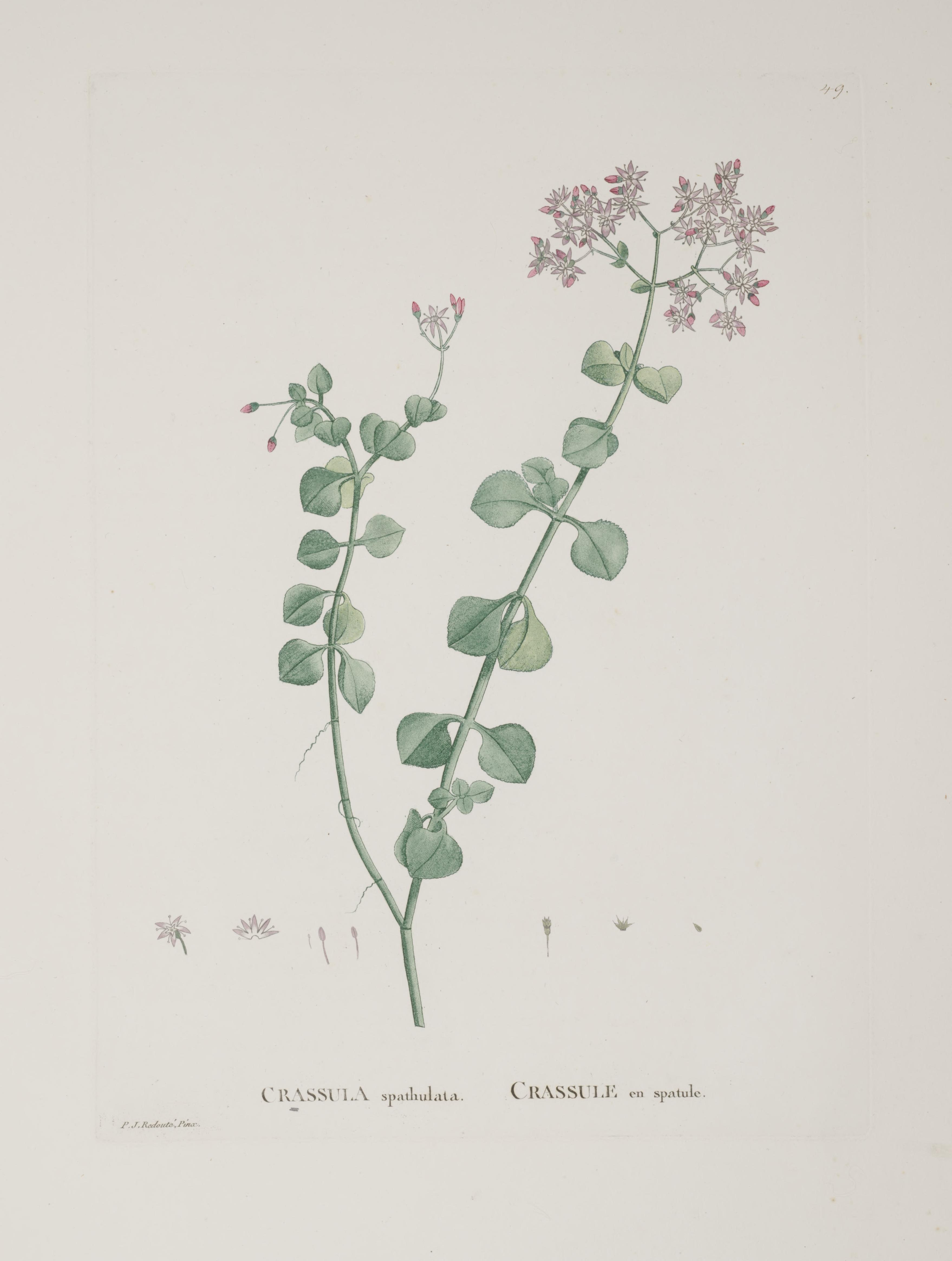
Ботаническая иллюстрация

Crassula spathulata Thunb., первое упоминание в Nova Acta Phys.-Med. Acad. Caes. Leop.-Carol. Nat. Cur. 6: 328 (1778).

### Синонимы
- Septimia spathulata (Thunb.) P.V.Heath
- Crassula cordata G.Lodd.
- Crassula cyclophylla Schönland & Baker f.
- Crassula latispathulata Schönland & Baker f.
- Crassula lucida Lam.